# Phymatopterella submaculata
Phymatopterella submaculata är en tvåvingeart som beskrevs av Borgmeier 1971. Phymatopterella submaculata ingår i släktet Phymatopterella och familjen puckelflugor. Inga underarter finns listade i Catalogue of Life.